# Yangsan-Stadion
Das Yangsan-Stadion (koreanisch 양산종합운동장) ist ein Fußballstadion mit Leichtathletikanlage in der südkoreanischen Stadt Yangsan, innerhalb der Provinz Gyeongsangnam-do.

## Geschichte
Es wurde zu den Asienspielen 2002 eröffnet und diente hier dann als Austragungsort des Fußballturniers für acht Gruppenspiele und ein Viertelfinale der Männer, sowie für zwei Partien der Frauen. Später wurde das Stadion noch unter anderem für zwei Partien der ersten Runde des Korean FA Cup 2004 genutzt, sowie in der K League Saison 2009 für ein Spiel des Gyeongnam FC. 
Derzeit steht es verschiedenen Mannschaften in der K5 League Busan/Gyeongsangnam-do als Heimspielstätte zur Verfügung. 